# Makový závin

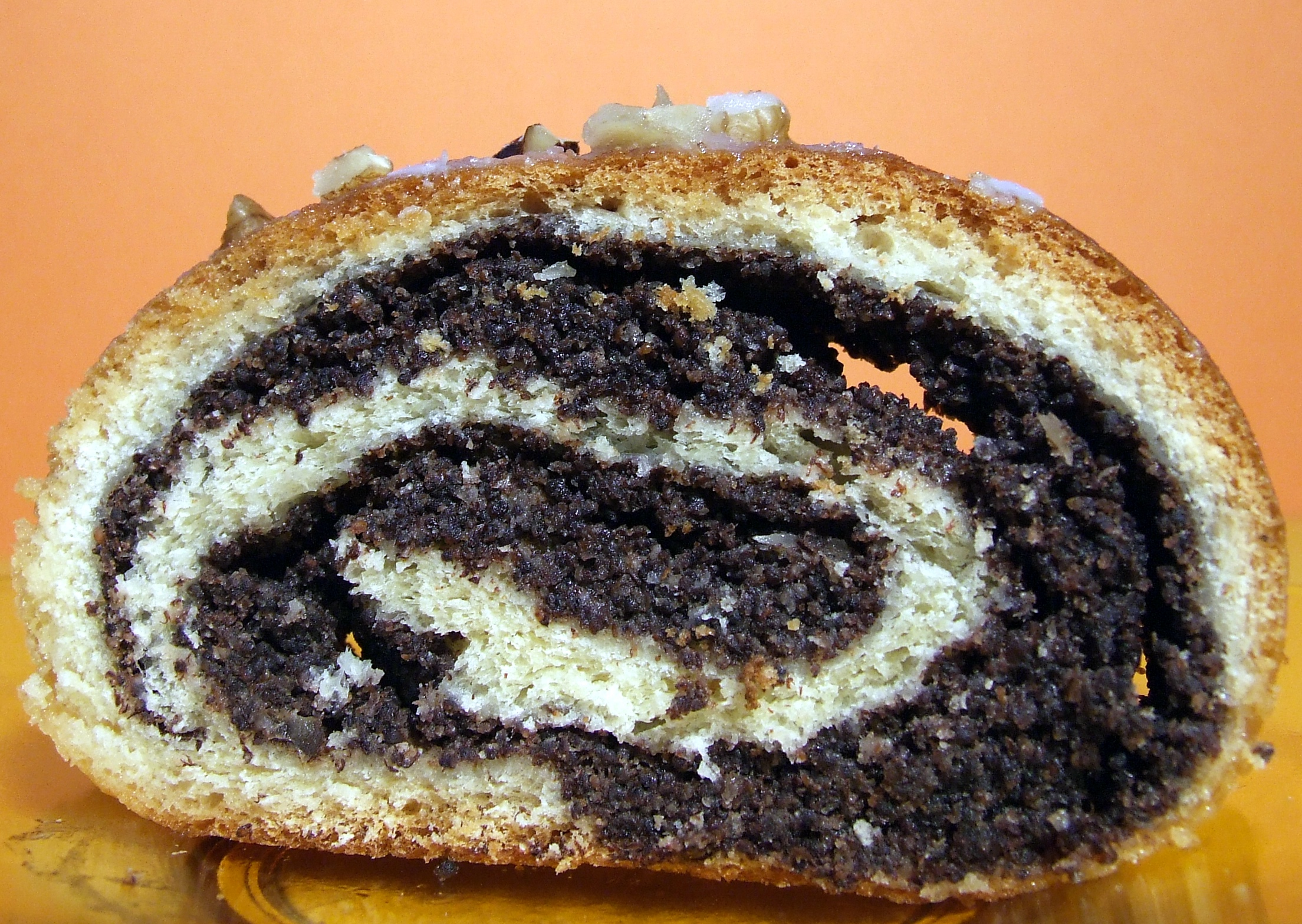
Pohled na vnitřek makového závinu

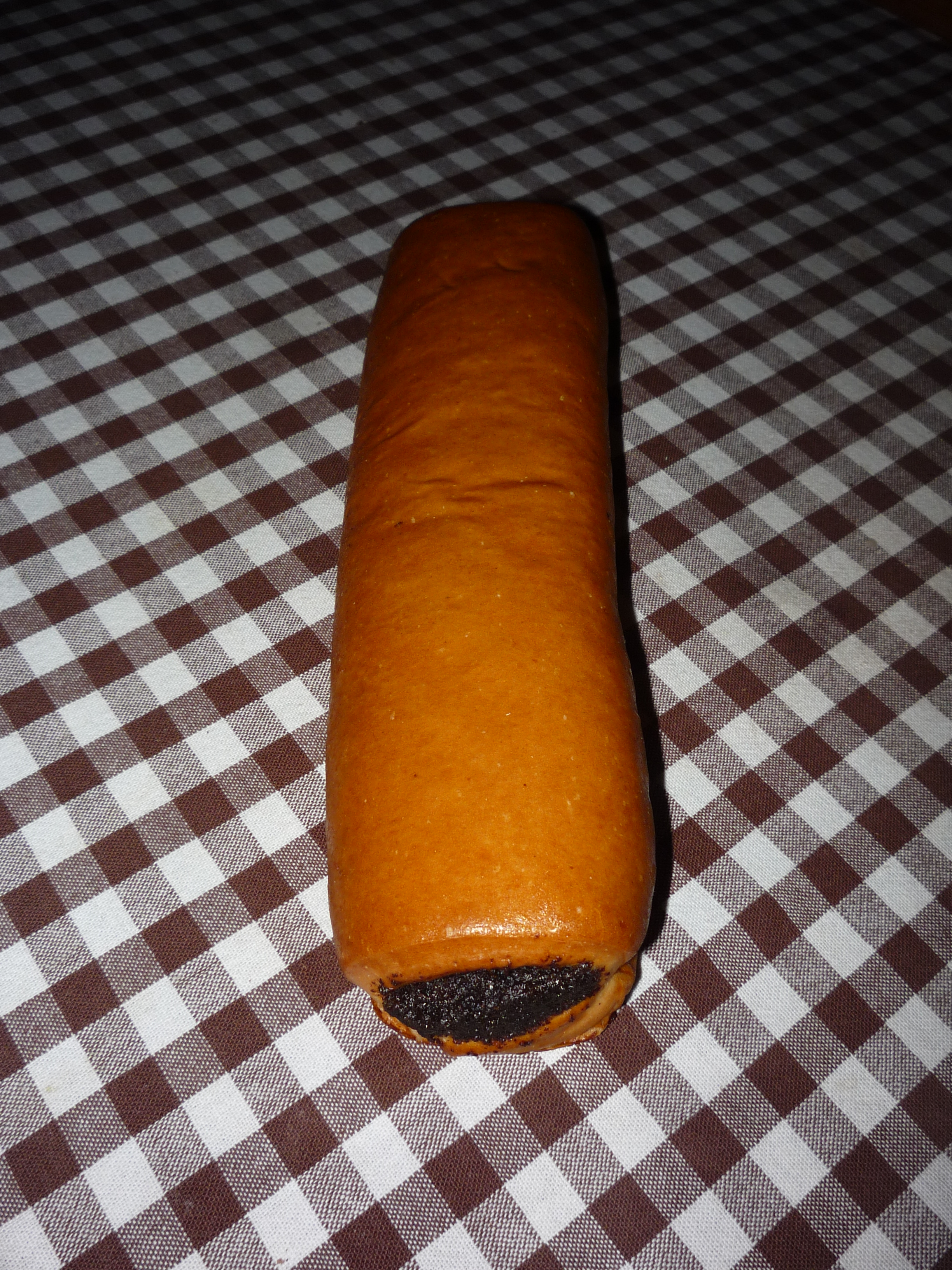
Nohavice makového závinu

Makový závin je moučník plněný makovou nádivkou populární ve střední a východní Evropě. Alternativní náplní může být nádivka z mletých vlašských ořechů nebo mletých kaštanů.
Tradičně se podává v mnoha kuchyních jako je polská (makowiec), kašubská (makówc), maďarská (mákos bejgli), slovenská (makovník), česká (makový závin), rakouská (Mohnstriezel), ukrajinská (pyrih z makom пиріг з маком nebo makivnyk маківник), běloruská (makavy rulet макавы рулет), bosenská, chorvatská a srbská (makovnjača), slovinská (makova potica), rumunská (cozonac cu mac nebo cozonac cu nucă), litevská (aguonų vyniotinis), lotyšská (magonmaizite), ruská (rulet s makom/рулет с маком), dánská (wienerbrød) a aškenázská židovská (mohn roll). Makový závin může být kynutý i nekynutý. Mezi známé průmyslové výrobce patří Delta, Penam aj. Jeho příprava doma trvá zhruba 2 hodiny.

## Příprava
Těsto na makový závin (kynutý) se připravuje pomocí mléka, droždí, cukru krupice i vanilkového, másla vejce a soli. Maková směs se natře na těsto, které se pak sroluje a peče.